# Steviol
Steviolul este un compus organic diterpenic și a fost izolat pentru prima dată din specia de plantă Stevia rebaudiana în 1931. Structura sa chimică a fost elucidată abia în anul 1960. Se găsește în steviol-glicozide, compuși cu gust dulce utilizați frecvent ca înlocuitori de zahăr.